# آداموو، شهرستان اولشتین
اداموا، بخش اواسزتین (به لاتین: Adamowo, Olsztyn County) در لهستان است که در warmian-masurian voivodeship واقع شده‌است.